# Destiny (álbum de Stratovarius)
Destiny es el séptimo álbum de estudio la banda finlandesa de power metal Stratovarius. Salió a la venta el 5 de octubre de 1998 por el sello discográfico T&T Récords. El álbum llegó al puesto número 1 en Finlandia y se mantuvo ahí por 17 semanas logrando un disco de oro en su tierra natal. El disco lleva 9 canciones, (10 en la edición de Japón) y (10 en la edición Europea). Recibió un Grammy finlandés al disco más vendido del año. En la edición USA está compuesta por 10 canciones, la última es una versión de la banda de Alemania, Scorpions con el tema "Blackout" interpretado por el cantante Timo Kotipelto. El 21 de octubre de 2016 el sello discográfico Edel Music relanzó nuevamente el disco con más material extra tanto como las edición de Japón, Europa y USA fueron lanzados nuevamente en uno solo disco y remasterizado. Fue lanzado nuevamente junto con el disco en vivo Visions of Destiny.   
"S.O.S" es el sencillo del disco publicado como Ep y lanzado el 17 de agosto de 1998 por el sello discográfico T&T Récords. Este es el primer Ep que entró en la lista finlandesa y ocupó la primera posición en Finlandia y se mantuvo por 17 semanas.

## Listado de canciones
1. "Destiny" – 10:15
2. "S.O.S" – 4:15
3. "No Turning Back" – 4:22
4. "4000 Rainy Nights" – 6:00
5. "Rebel" – 4:16
6. "Years Go By" – 5:14
7. "Playing With Fire" – 4:15
8. "Venus in the Morning" – 5:35
9. "Anthem of the World" – 9:31
10. "Cold Winter Nights" (European Bonus Track) – 5:12
11. "Dream With Me" (Japanese Bonus Track) - 5:10
12. "Blackout" (United States Bonus Track) - 4:10

## Edición especial Bootlegs (Visions of Destiny)
1. "Destiny" – 8:20
2. "Paradise" – 5:36
3. "Speed Of Light" – 3:23
4. "S.O.S" – 4:31
5. "Anthem Of The World" – 8:53
6. "Forever Free" – 6:19
7. "Black Diamond" – 6:47
8. "The Kiss Of Judas" – 6:03
9. "Distant Skies" – 4:16
10. "Forever" – 4:14

## Miembros
- Timo Kotipelto - Voces
- Timo Tolkki - Guitarra
- Jari Kainulainen - Bajo
- Jens Johansson - Teclado
- Jörg Michael - Batería

## Posicionamento
| Año  | Listas    | País                 | Posición |
| ---- | --------- | -------------------- | -------- |
| 1998 | Finlandia | Bandera de Finlandia | 1        |
| 1998 | Japón     | Bandera de Japón     | 31       |
| 1998 | Grecia    | Bandera de Grecia    | 32       |
| 1998 | Alemania  | Bandera de Alemania  | 89       |

## Presentaciones del disco
- 14 de octubre de 1998 - Tavastia, Helsinki,  Finlandia
- 20 de octubre de 1998 - Jyrki TV Studios, Helsinki,  Finlandia
- 7 de diciembre de 1998 - Imp Hall, Osaka,  Japón
- 8 de diciembre de 1998 - Nagoya Club Quattro, Nagoya,  Japón
- 10 de diciembre de 1998 - Shibuya O-East, Shibuya,  Japón
- 11 de diciembre de 1998 - Shibuya O-East, Shibuya,  Japón
- 15 de enero de 1999 - La Laiterie, Estrasburgo,  Francia
- 16 de enero de 1999 - Le Zénith, París,  Francia
- 17 de enero de 1999 - L'Olympic, Nantes,  Francia
- 19 de enero de 1999 - Krakatoa, Mérignac,  Francia
- 20 de enero de 1999 - Le Moulin, Marsella,  Francia
- 21 de enero de 1999 - Transbordeur, Villeurbanne,  Francia
- 22 de enero de 1999 - Sala Zeleste, Barcelona,  España
- 23 de enero de 1999 - Sala La Riviera, Madrid,  España
- 24 de enero de 1999 - Sala Jam, Bergara,  España
- 26 de enero de 1999 - Tempo Club, Bolonia,  Italia
- 27 de enero de 1999 - Palacios Alfa, Roma,  Italia
- 28 de enero de 1999 - Rolling Stone, Milán,  Italia
- 31 de enero de 1999 - Rodon Club, Atenas,  Grecia
- 1 de febrero de 1999 - Mylos, Thessaloniki,  Grecia
- 2 de febrero de 1999 - Incógnito, Múnich,  Alemania
- 3 de febrero de 1999 - Rockfabrik, Luisburgo,  Alemania
- 5 de febrero de 1999 - Hafen Bahn, Offenbach,  Alemania
- 10 de febrero de 1999 - Melkweg, Ámsterdam,  Países Bajos
- 11 de febrero de 1999 - Biebob, Vosselaar,  Bélgica
- 14 de febrero de 1999 - Zeche, Bochum,  Alemania
- 6 de marzo de 1999 - Folkparken, Motala,  Suecia
- 10 de marzo de 1999 - Companhia do Brasil, São Paulo,  Brasil
- 11 de marzo de 1999 - Companhia do Brasil, São Paulo,  Brasil
- 13 de marzo de 1999 - Marquee, Buenos Aires,  Argentina
- 14 de marzo de 1999 - Marquee, Buenos Aires,  Argentina
- 17 de marzo de 1999 - Teatro Monumental, Santiago,  Chile
- 22 de mayo de 1999 - La Cubierta, Leganés,  España
- 5 de junio de 1999 - Datch Forum, Assago,  Italia
- 20 de junio de 1999 - Törnävä, Seinäjoki,  Finlandia
- 17 de octubre de 1999 - Élysée Montmartre, París,  Francia